# Differenzhypothese (Recht)
Die Differenzhypothese ist ein Begriff des deutschen Vermögensschadensrechts.
Der Begriff geht auf den Kieler Rechtswissenschaftler Friedrich Mommsen zurück, der ihn 1855 in seinem Werk Zur Lehre von dem Interesse eingeführt hatte und ist bis heute Ausgangspunkt zur rechtlichen Beurteilung von Vermögensschäden gemäß § 249 BGB. Die Differenzhypothese besagt, dass ein Schaden in der Differenz, die sich aus zwei Güterlagen ergibt, besteht. Verglichen werden die Güterlage, die tatsächlich durch das Schadensereignis geschaffen wurde und die Güterlage, die bestünde, wenn das Schadensereignis hinweggedacht würde. Ist der jetzige tatsächliche Wert des Vermögens beim Geschädigten geringer als der Wert der vormals – ohne das die Ersatzpflicht auslösende Ereignis – bestand, liegt ein Vermögensschaden vor, wobei immaterielle Vermögensnachteils grundsätzlich nicht relevant als ersatzfähig nach § 249 Abs. 1  BGB sind.